# Guillaume Gille
Guillaume Alain Gille (ur. 30 marca 1976 w Valence) – francuski piłkarz ręczny, wielokrotny reprezentant kraju. Występuje na pozycji środkowego rozgrywającego. W kadrze narodowej zadebiutował w 1996, a karierę reprezentacyjną zakończył w 2012.

## Życiorys
Dwukrotny mistrz olimpijski 2008 oraz 2012.
W 2009 roku w Chorwacji wywalczył mistrzostwo świata. W finale ekipa Francji pokonała Chorwację 24:19.
Dwukrotny mistrz Europy z 2006 r. w Szwajcarii i z 2010 r. z Austrii. Podczas ME w 2010 r. Francuzi pokonali w wielkim finale Chorwację 25:21.
Od sezonu 2012/13 ponownie będzie występował we francuskiej Division 1, w drużynie Chambéry Savoie Handball. Wcześniej w klubie z Chambéry grał w latach 1996–2002. Przez 10 sezonów (od sezonu 2002/03 do sezonu 2011/12) występował w Bundeslidze, w drużynie HSV Hamburg.
28 stycznia 2020 został ogłoszony nowym selekcjonerem reprezentacji Francji.

## Życie prywatne
Ma dwóch młodszych braci: Bertranda i Benjamina, którzy także uprawiają piłkę ręczną.

## Sukcesy

### reprezentacyjne
Mistrzostwa śŚwiata:
- (2001, 2009)
- (1997, 2005)

Mistrzostwa Europy:
- (2006, 2010)
- (2008)

Igrzyska Olimpijskie:
- (2008, 2012)

### klubowe
Mistrzostwa Francji:
- (2001)

Mistrzostwa Niemiec:
- (2011)
- (2007, 2009, 2010)

Superpuchar Niemiec:
- (2004, 2006, 2009, 2010)

Puchar Niemiec:
- (2006, 2010)

Puchar Ligi Francuskiej:
- (2002)

Puchar Zdobywców Pucharów:
- (2007)

## Odznaczenia
- Kawaler Narodowego Orderu Zasługi[4]
- Kawaler Legii Honorowej[5]
- Oficer Narodowego Orderu Zasługi[6]